# شهرستان مدیسون (آرکانزاس)
شهرستان مدیسون، آرکانزاس (به انگلیسی: Madison County, Arkansas) شهرستانی در ایالات متحده آمریکا است که در آرکانزاس واقع شده‌است.

## خصوصیات
شهرستان مدیسون ۲٬۱۶۷٫۸۳ کیلومترمربع مساحت دارد.